# Vitgran
Vitgran (Picea glauca) är en art i gransläktet. Den finns främst i norra Nordamerika, men den är införd som prydnadsträd i Europa. Arten blir vanligen runt 20 meter hög, men kan bli upp till 50 meter och ha en stamdiameter på omkring 100 cm. Den är nära släkt med svartgran (Picea mariana) och kan i sällsynta fall hybridisera med denna. Barren på vitgranen är blågröna och kottarna är bruna.
För beståndet är inga hot kända. Hela populationen anses vara stabil. IUCN listar arten som livskraftig (LC).
Dvärgvarianten av vitgran kallas sockertoppsgran (Picea glauca ’Conica’). Denna blir inte högre än en till en och en halv meter.
Hybridgran är en hybrid mellan vitgran och sitkagran.
Arten coloradogran kan också kallas vitgran.

## Förekomst
Vitgranen härstammar från östra Nordamerika, men används som prydnadsträd i till exempel Sverige, Danmark och Norge. Granen är oöm, härdig och tålig mot vind.
Arten växer vilt i låglandet och i bergstrakter upp till 2 100 meter över havet. Vitgran kan bilda skogar där nästan inga andra träd ingår men den förekommer ofta tillsammans med andra barrträd, med pappersbjörk eller ibland med andra lövträd.

## Användning
Vitgran är av stor ekonomisk betydelse för Kanadas pappersindustri och arten används också som ersättning för japansk torreya (Torreya nucifera) vid tillverkning av gobräden. 
Vitgranens trä används såväl till massatillverkning som till virke. I Alaska finns stugor av vitgranens trä, där barken lämnats kvar på utsidan. I mindre skala används träet för tillverkning av musikinstrument och kanotpaddlar.